# Істлада
Істлада — давнє поселення, руїни якого збереглися на південний захід від села Капакли в районі Демре провінції Анталія в Туреччині. Розташоване в історичному регіоні Лікія.
На території поселення збереглося близько 30 лікійських саркофагів та значно пізніші житлові будинки.
Поселення займає підвищене плато з пагорбом на північ від бухти Гьоккая. Неподалік Істлади знайдено кілька окремих сільських поселень, а також руїни лікійської вежі та візантійської каплиці на високому пагорбі поблизу села Інішдібі.
Центральна частина Істлади переважно досліджена впродовж експедицій 1994—1995 років. Натомість східна частина поселення сильно заросла чагарником, а руїни суттєво пошкоджені. На північ та на схід від центру Істлади розташовувалися сільськогосподарські угіддя, а в 500 м на схід від поселення — окремий аграрний комплекс. На південь від Істлади йшла викладена каменем дорога. Будинки в поселенні розділяють на 3 фази побудови. Наявна візантійська каплиця з трьома нефами.
Через руїни проходить туристичний маршрут «Лікійська стежка».